# Sankt Marein im Mürztal
Sankt Marein im Mürztal, St. Marein im Mürztal – gmina targowa w Austrii, w kraju związkowym Styria, w powiecie Bruck-Mürzzuschlag. Liczy 2675 mieszkańców (1 stycznia 2015).